# Hawker 800
Hawker 800 je srednje veliko reaktivno poslovno letalo razvito iz British Aerospace 125. Razvoj letala se je začel aprila 1981. V primerjavi s BAe 125 ima stekleni kokpit, močnejše motorje Garrett TFE731-5R-1H, bolj aerodinamično krilo in druge spremembe. Z 650 zgrajenimi je eno izmed uspešnejših poslovnih letal.
Japonska verzija U-125 se uporablja za iskanje in reševanje.  

## Specifikacije (Hawker 850XP)
Splošne karakteristike
- Posadka: 2 pilota
- Število sedežev: tipično. 8 potnikov, največ: 13
- Dolžina: 51 ft 2 in (15,6 m)
- Razpon kril: 54 ft 4 in (16,5 m)
- Višina: 18 ft 1 in (5,5 m)
- Teža praznega letala: 15670 lb (7108 kg)
- Maks. vzletna teža: 28000 lb (12701 kg)
- Pogon letala: 2 × Honeywell TFE731-5BR turbofan, 4660 lbf (20700 N) vsak

 Zmogljivost 
- Neprekoračljiva hitrost: Mach 0,80
- Maks. hitrost: 448 vozlov (514 mph) 830 km/h
- Potovalna hitrost: 402 vozlov (463 mph) 745 km/h
- Hitrost porušitve vzgona: 170 km/h ()
- Doseg: 2642 nmi (4893 km) 3040 milj
- Višina leta: 41000 ft (12497 m)
- Hitrost vzpenjanja: 9,9 m/s (1948,8 ft/min)